# Genemuiden

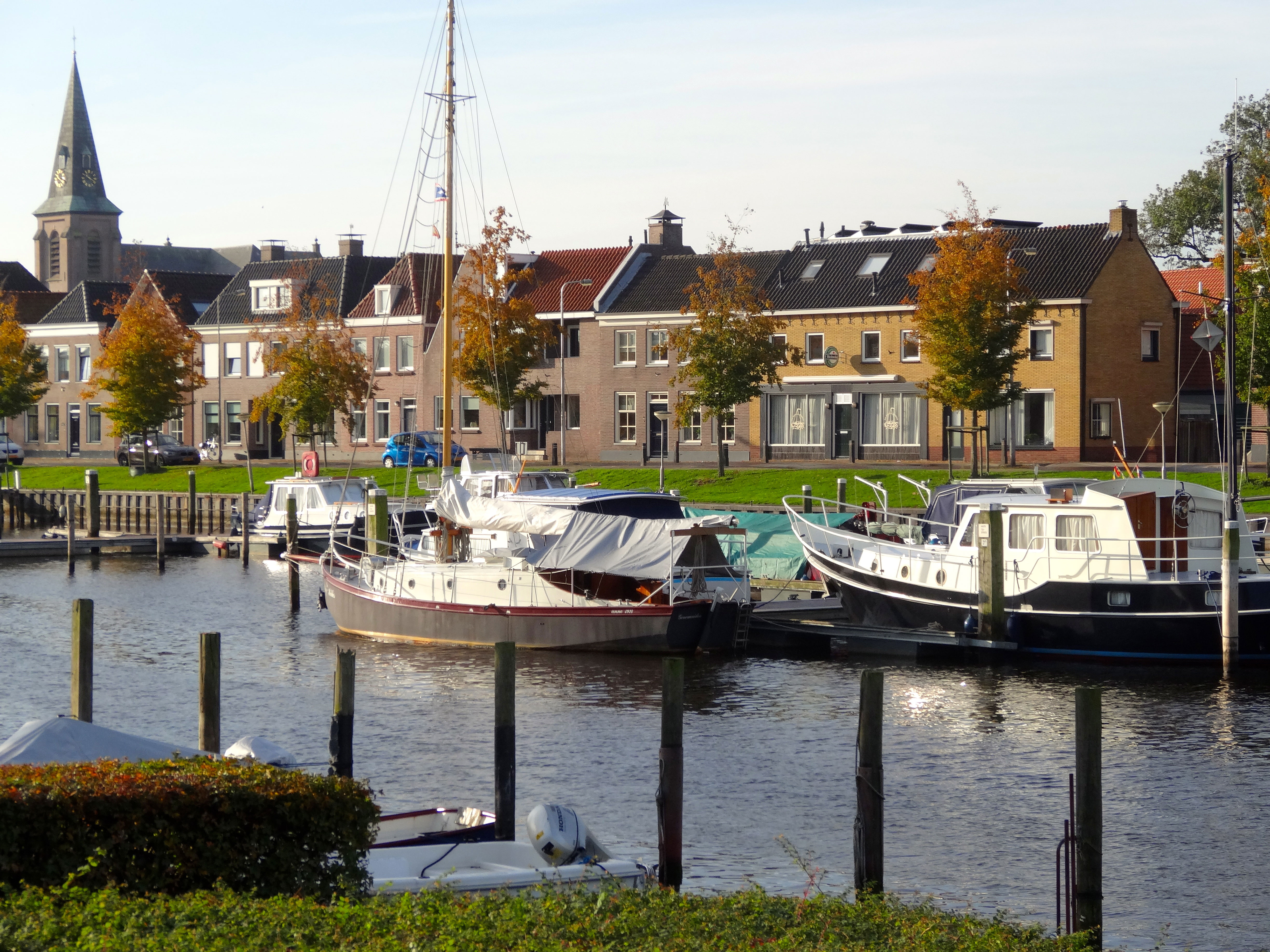
Genemuiden: il porticciolo sullo Zwarte Water

Genemuiden (in basso sassone: Gællemuun) è una cittadina di circa 10.000 abitanti del nord-est dei Paesi Bassi, facente parte della provincia dell'Overijssel e situata lungo il corso dello Zwarte Water, nella regione nota come Kop van Overijssel. Dal punto di vista amministrativo, si tratta di un ex-comune, dal 2001 inglobato nella nuova municipalità di Zwartewaterland, di cui è il capoluogo assieme a Hasselt.

## Geografia fisica
Genemuiden si trova nell'estremità nord-occidentale della provincia dell'Overijssel, tra Vollenhove e Staphorst (rispettivamente a sud-est della prima e ad ovest della seconda) e a pochi chilometri a nord-ovest di Hasselt.

## Origini del nome
Il toponimo Genemuiden, attestato anticamento come Genemuden (1275), Geynmuden (1336), Genemuyde, Genemuden, Ghenemuoden (1381-1383), Gelemuiden (1474), Geelmuyen (1550) e Genemuyden (1579) e Gellemuden, significa letteralmente "foce/estuario della Gelle", dove per "Gelle" si intende probabilmente lo Zwarte Water.

## Storia

### Dalla fondazione ai giorni nostri
Nel 1275, fu garantito a Genemuiden da Jan van Nassau, diciannovesimo vescovo di Utrecht, lo status di città.
Nel 1698, la città fu investita da un grosso incendio, che distrusse 80 case e 51 granai.
Un nuovo incendio, notò come "grande incendio di Genemuiden" investì la città l'11 marzo 1868.
Genemuiden fu in seguito investita da grossi incendi anche nel 1945 e nel 1947.

### Simboli
Nello stemma di Genemuiden sono raffigurati un pesce, due stelle a sei punte e un giglio.

## Monumenti e luoghi d'interesse
Genemuiden conta 3 edifici classificati come rijksmonumenten..

### Architetture religiose

#### Chiesa di San Nicola
Principale edificio religioso di Genemuiden è la chiesa di San Nicola, risalente al 1883.

## Società

### Evoluzione demografica
Al censimento del 1º novembre 2016, Genemuiden contava una popolazione pari a 10.282 abitanti.

## Geografia antropica

### Suddivisioni amministrative
Villaggi
- Kamperzeedijk

Buurtschappen
- Cellemuiden

## Sport
- La squadra di calcio locale è l'SC Genemuiden.[6]